# Chen Xiaoxu
Pour les articles homonymes, voir Chen.
Dans ce nom chinois, le nom de famille, Chen, précède le nom personnel.
Chen Xiaoxu (chinois : 陈晓旭 ; pinyin : Chén Xiǎoxù) est une actrice chinoise née le 29 octobre 1965 à Anshan (Liaoning) et morte le 13 mai 2007 à Shenzhen à l'âge de 40 ans. Elle est essentiellement connue pour son interprétation exceptionnelle du rôle de Lin Daiyu (林黛玉) dans la série télévisée Le rêve dans le pavillon rouge (红楼梦) alors qu'elle n'avait que 20 ans. 

## Biographie
Chen Xiaoxu passe son enfance dans la petite ville d'Anshan (Liaoning) (鞍山) au nord est de la Chine. 
Elle intègre la troupe de théâtre d'Anshan (鞍山话剧团) en 1979.
En 1983, Chen Xiaoxu entend parler d'un casting national pour le tournage de la série télévisée le rêve dans le pavillon rouge, une adaptation d'un classique de la littérature de la dynastie Qing, également considéré comme l'un des quatre romans majeurs de la littérature chinoise. Encouragée par ses amis elle postule en envoyant une simple photo au dos de laquelle elle écrit un poème qu'elle avait composé à l'âge de 14 ans intitulé Chaton de saule (liǔ xù - 柳絮, voir ci-dessous). Sa candidature retient l'attention des réalisateurs notamment par la similitude entre son poème et l'esprit du rêve dans le pavillon rouge ainsi que par le fait qu'elle est l'une des seules candidates à n'avoir postulé que pour un seul rôle, celui de Lin Daiyu. Recevant une convocation pour un essai, elle demande trois jours de congés maladie et se rend à Beijing. Un an plus tard, en 1984 elle reçoit une convocation pour participer à la classe d'entrainement des futurs acteurs de la série télévisée. Après trois mois d'entrainement intensif au métier d'acteur ainsi qu'à tous les arts traditionnels chinois, elle est choisie parmi de nombreuses candidates. La petite comédienne du théâtre d'Anshan jouera le premier rôle, elle sera Lin Daiyu (林黛玉).
Le tournage de la série dura trois ans de 1985 à 1987. Il marqua profondément la majorité des acteurs qui durent s'imprégner totalement de leur rôle et vécurent en quasi-isolement pendant ces trois années. La prestation de Chen Xiaoxu la porta au sommet de la popularité en Chine. Malgré son talent et son succès, elle ne continua pas sa carrière et devint une femme d'affaires assez talentueuse au sein d'une agence publicitaire. 
Le 23 février 2007, elle attira toute l'attention de la presse chinoise en annonçant qu'elle abandonnait sa carrière et qu'elle léguait sa fortune pour devenir nonne bouddhiste. Elle fut ordonnée par Jingkong.
Quelques jours plus tard, elle annonça qu'elle était en phase terminale d'un cancer du sein. Son mari, également converti, nia qu'elle aurait pris le voile uniquement en raison de sa maladie. Sa mère, Wang Yuanxi indiqua qu'elle se savait malade depuis plusieurs années, et que sa santé s'était détériorée depuis un an et demi. 
Chen Xiaoxu est décédée d'un cancer du sein à Shenzhen le 13 mai 2007, officiellement à 18 heure 57, à l'âge de 40 ans. Elle fut incinérée à Shenzhen.
Son entourage a révélé qu'elle avait partagé sa fortune en trois parties, une pour sa famille, une pour une association bouddhiste et une pour une association charitable contre le cancer.

## Mémoire
Pour grand nombre de Chinois, l'image de Chen Xiaoxu restera intimement liée à celle du personnage de Lin Daiyu. Leur destin tragique similaire, Lin Daiyu fut également emportée très jeune par la maladie dans le chef-d'œuvre de Cao Xueqin (曹雪芹), a profondément marqué l'inconscient populaire chinois. Ce lien étroit a aujourd'hui largement dépassé le simple cadre cinématographique et il est encore fréquent d'entendre les chinois évoquer le souvenir de Chen Xiaoxu en la nommant « Notre Lin Daiyu éternelle »  (陈晓旭,我们永远的林黛玉).

## Poème de Chen Xiaoxu
柳絮(l'ouate de saule)
我是一朵柳絮                 Je suis l'ouate de saule

长大在美丽的春天里            agrandis au printemps

因为父母过早地将我遗弃         Mes parents m'abandonne depuis longtemps

我便和春风结成了知己          le vent devient mon meilleur ami

我是一朵柳絮                 Je suis l'ouate de saule

不要问我家住在哪里            je vis partout

愿春风把我吹到天涯海角         Espérant d'aller jusqu'au bout du ciel

我要给大地的角落带去春的信息    apporter l'espoir du printemps à la terre

我是一朵柳絮                 Je suis l'ouate de saule

生来无忧又无虑                née en innocente

我的爸爸是广阔的天空           Le ciel est mon père

我的妈妈是无垠的大地           la terre est ma mère
Premier poème connu de Chen Xiaoxu - 1979 - Écrit à l'âge de 14 ans.